# نظریه پمپ صحرای بزرگ

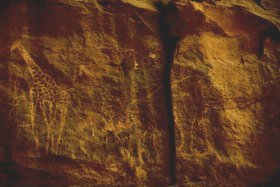
کنده‌کاری بر روی سنگ در منطقهٔ تاسیلی صحرای بزرگ آفریقا که در آن جانوران مناطق سرسبز نقش بسته‌اند.

نظریه پمپ صحرای بزرگ با نظریه جهش و واجهش صحرای بزرگ، نظریه‌ای است که می‌کوشد مهاجرت انسان و جانوران و گیاهان از آفریقا به دیگر قاره‌ها را بر اساس دگرگونی‌های ناگهانی آب‌وهوایی توضیح دهد. بنا بر این نظریه در گذشته‌های دور که خشکی صحرای بزرگ مانعی برای مهاجرت جانداران از آفریقا به دیگر قاره‌ها بود، دوره‌ای چندهزار ساله پیش آمد که طی آن بارش در منطقه صحرا افزایش پیدا کرد و این منطقه نیاکان انسان و جانوران و گیاهان مختلف را پذیرای خود شد. با این کار، مانع برای مهاجرت نیز از پیش پا برداشته شد. صحرای بزرگ پس از آن دوباره خشک شد، و خود این امر، باعث مهاجرت بیشتر و اجتناب‌ناگزیر ساکنان آن به دیگر مناطق شد و این روند عده‌ای را نیز از آفریقا به سوی شمال یعنی به سوی اوراسیا کشاند، به‌ویژه از مسیر سرزمین شام. گمان می‌رود که این روند خشکی و سبزی چندین بار تکرار شده باشد و موج‌های مهاجری گوناگونی را پدید آورده باشد.

## صحرای سبز
بنابر این نظریه، در گذشته، زمانی که اقلیم جهانی سردتر از امروز بود، یعنی در روزگار آخرین عصر یخبندان که در حدود ۱۱۰۰۰ سال پیش به پایان رسید، الگوهای بارشی و دمایی بسیار با امروز متفاوت بوده‌است. از جمله خصوصیات اقلیمی و جغرافیایی بارز آن دوران، اقلیم مرطوب و پوشش گیاهی و جانوری ثروتمند منطقهٔ صحرای آفریقا بوده؛ سرزمینی که هم‌اکنون بسیار خشک و سوزان است و گاه تا صدها و حتی هزاران کیلومتر اثر چندانی از حیات در آن به چشم نمی‌خورد و پدیده‌ای جز شن‌های روان در آن دیده نمی‌شود.
بررسی کنده‌کاری‌های صورت گرفته بر روی سنگ‌ها در منطقهٔ تاسیلی که هم‌اکنون تبدیل شده‌است به یک واحه دورافتاده در جنوب شرق کشور الجزایر و در نزدیکی مرزهای الجزایر با مرزهای لیبی و نیجر؛ نشان می‌دهد که در گذشته‌های بسیار دور، تعداد زیادی از گونه‌های گیاهی و جانوری که ویژهٔ مکان‌های مرطوب هستند، از جمله تمساح، فیل و زرافه، در صحرای آفریقا زندگی می‌کرده‌اند.